# 高桥区
高桥区，上海市旧区名。
1927年由上海特别市设置、在今上海市浦东新区北部、黄浦江东岸。以区内有高桥镇得名。1945年高行区撤销并入本区。1956年撤销，与杨思、洋泾二区合并，改设东郊区。 